# Crigler-Najjar-Syndrom
Das Crigler-Najjar-Syndrom ist eine sehr seltene Erbkrankheit (Prävalenz < 1:1 000 000), die vor allem die Leber betrifft. Sie ist nach John Fielding Crigler (1919–2018) und Victor Assad Najjar (1914–2002) benannt.

## Pathogenese
Wie beim Morbus Meulengracht wird das Crigler-Najjar-Syndrom durch einen Defekt der Bilirubin-UDP-Glucuronosyltransferase verursacht, die für die Bilirubinausscheidung verantwortlich ist. Der Enzymdefekt ist aber wesentlich stärker ausgeprägt. Man unterscheidet zwei Typen:
- Crigler-Najjar-Typ I (CN I) wird autosomal-rezessiv vererbt und ist charakterisiert durch das völlige Fehlen des Enzyms. Es kommt unmittelbar nach der Geburt zu einem schweren Ikterus. Die Prognose ist sehr schlecht.[2]

- Crigler-Najjar-Typ II (CN II; „Arias-Syndrom“) wird autosomal-rezessiv vererbt[3] und unterscheidet sich vom Typ I dadurch, dass, infolge einer „milderen“ Mutation, eine Restaktivität des Enzyms weiterhin besteht, so dass noch ein Teil des Bilirubins in der Leber konjugiert werden kann und ausgeschieden wird. Der Ikterus manifestiert sich im 1. Lebensjahr. Die Prognose der Betroffenen ist relativ gut.[4]

### Pathophysiologie des Typ I
Beim Crigler-Najjar-Syndrom Typ 1 ist die Enzymaktivität gleich null oder nur spurenhaft vorhanden. Es liegen Mutationen in den Exonen 2-5 des UGT1-Gens vor. Je nach Form und Ausmaß der Mutation ist so die Glucuronidierung von Bilirubin, Steroidhormonen (v. a. Östrogen) und Medikamenten gestört. Dadurch sind die Konzentrationen des unkonjugierten Bilirubins exzessiv erhöht (> 20 mg/dl). Die sonstigen Leberwerte (Transaminasen, Gamma-GT, Alkalische Phosphatase) sind normwertig, die Histologie unauffällig. Die Galle betroffener Patienten ist nahezu farblos. Die Enzyme der Glukuronidierung lassen sich auch durch die Gabe von potenten Enzyminduktoren (Phenobarbital, Rifampicin) nicht induzieren. Angehäuftes Bilirubin wird nur langsam metabolisiert und in zu geringem Umfang über den Stuhl eliminiert. Im Urin ist kein Urobilinogen nachweisbar.

### Pathophysiologie des Typ II
Im Gegensatz zum Crigler-Najjar-Syndrom Typ 1 besteht beim CN-II eine Restaktivität der UDP-Glukuronyl-Transferase von etwa 10 %. Der verantwortliche Gendefekt betrifft ebenfalls das UGT1-Gen (über 10 bekannte Mutationsformen) und kann ähnlich wie beim CN-I auch zur Konjugationsstörung von Hormonen und Medikamenten führen. Der Plasmaspiegel für unkonjugiertes Bilirubin ist beim CN-II nicht so exzessiv erhöht (6–20 mg/dl). Durch eine Enzyminduktion mittels Phenobarbital können Werte auf 3–5 mg/dl erreicht werden. Wie beim CN-I sind auch beim CN-II die sonstigen Leberparameter und die Histologie unauffällig.

## Verlauf
Das Crigler-Najjar-Syndrom Typ 1 manifestiert sich unmittelbar nach der Geburt durch eine exzessive Hyperbilirubinämie, die unbehandelt regelhaft zu einem Kernikterus mit gravierenden neurologischen Schäden führt. Daher versterben betroffene Patienten unbehandelt in der frühen Kindheit.
Das Crigler-Najjar-Syndrom Typ 2 verläuft nicht so zerstörerisch. Ein Kernikterus ist selten, die störende Symptomatik eines Ikterus mit Gelbfärbung der Haut und ausgiebigem Juckreiz können die Lebensqualität jedoch stark einschränken.

## Therapie
Die Therapie richtet sich nach Typ und Schweregrad der Erkrankung. Insbesondere bei einem CN-I ist die schnelle Einleitung einer Therapie äußerst wichtig. Phenobarbital, als hepatischer Enzyminduktor, kann den Bilirubinspiegel senken, ist aber nicht zur Langzeittherapie geeignet. Als kausale Therapie kommen eine Lebertransplantation oder eventuell eine Hepatozytentransplantation in Frage.

### Therapie des Typ I
Die konservative Therapie des Crigler-Najjar-Syndrom Typ 1 stützt sich auf drei Säulen:
- konsequente tägliche Phototherapie mit Blaulicht (dadurch wird Bilirubin wasserlöslich)
- Gabe von Zinn-Protoporphyrin IX, einem Hemmer der Hämoxygenase, welche Häm zu Eisen, Biliverdin und Kohlenstoffmonoxid abbaut[5]
- Gabe von Calciumcarbonat und Calciumphosphat (steigert die Sekretion von unkonjugiertem Bilirubin in den Darm).

Durch diese Therapie kann die Lebenserwartung verlängert und das Eintreten neurologischer Komplikationen verzögert werden.
Eine weitere Therapieoption, die Lebertransplantation, ist möglichst frühzeitig anzustreben. In der experimentellen Phase befindet sich die allogene Transplantation von Leberzellen.

### Therapie des Typ II
Die Therapie des Typ II erfolgt durch die einmal tägliche Gabe von Phenobarbital. Durch die Induktion der enzymatischen Aktivität kann die Bilirubinkonzentration im Blutplasma auf unbedenkliche Werte gesenkt werden.